# Rho Herculis
Rho Herculis (ρ Herculis, förkortat Rho Her, ρ Her) som är stjärnans Bayerbeteckning, är en dubbelstjärna belägen i mellersta delen av stjärnbilden Herkules. Den har en kombinerad skenbar magnitud på 4,15  och är synlig, men inte separerbar för blotta ögat. Baserat på parallaxmätning inom Hipparcosuppdraget beräknas den befinna sig på ett avstånd av ca 393 ljusår (121 parsek) från solen. 

## Egenskaper
Rho Herculis är en dubbelstjärna med två ganska likartade komponenter separeade med 4 bågsekunder. Primärstjärnan Rho Herculis A är en jättestjärna av spektralklass B9.5III, medan följeslagaren Rho Herculis B är en dvärgstjärna av spektralklass A0Vn. En tredje, trolig komponent i konstellationen är Rho Herculis C av magnitud ca 13 och separerad med nästa två bågminuter. På det avståndet torde den vara en dvärgstjärna av klass K med omkring hälften av solens storlek. Om den är en sann följeslagare, är den separerad med åtminstone 14 700 AE och har en omloppstid på omkring 700 000 år.